# Eudoxiu Hurmuzaki
Eudoxiu Hurmuzaki (ur. 29 września 1812 w Czerniowcach, zm. 10 lutego 1874 tamże) – rumuński prawnik, polityk i historyk.

## Życiorys
Miał braci Constantina i Gheorghe'a, również prawników. W 1835 ukończył studia prawnicze na Uniwersytecie Wiedeńskim, później poświęcił się gromadzeniu dokumentów dotyczących historii Rumunii znajdujących się w austriackich archiwach.
Podczas Wiosny Ludów 1848 wrócił na Bukowinę, by wziąć udział w wydarzeniach rewolucyjnych i popularyzować historię Rumunii wśród swoich rodaków. Był rzecznikiem oddzielenia Bukowiny od Galicji i zjednoczenia Mołdawii i Wołoszczyzny. Po rewolucji stał się czołowym politykiem Bukowiny, pełniąc mandat deputowanego do lokalnego parlamentu. Poza tym kontynuował badania historyczne, przyczynił się do wydania pięciu tomów studiów i jedenastu tomów dokumentów związanych z historią Rumunii. Jego wysiłki umożliwiły wydawanie już po jego śmierci 42-tomowego zbioru źródeł historycznych Documenta privitore la istoria Românilor (w latach 1887–1943).